# جرالد ماینوالد
جرالد ماینوالد (انگلیسی: Jerrold Meinwald؛ زادهٔ ۱۶ ژانویهٔ ۱۹۲۷ - درگذشته ۲۳ آوریل ۲۰۱۸) یک شیمی‌دان اهل ایالات متحده آمریکا بود. وی همچنین برندهٔ جوایزی همچون نشان بنجامین فرانکلین و نشان ملی علوم شده‌است.